# Abigail Cowen
Abigail Cowen (Gainesville, 18 de março de 1998) é uma atriz e modelo americana, mais conhecida por interpretar Dorcas Night em Chilling Adventures of Sabrina e Bloom Peters na adaptação live-action de Winx Club da Netflix, intitulada Fate: The Winx Saga.

## Biografia
Cowen nasceu em Gainesville, Flórida. Ela cresceu numa herdade, com seu irmão Dawson. Ela teve aulas de atuação quando criança. Frequentou a Oviedo High School, onde participou em áreas do atletismo.
Cowen estudou relações públicas na Universidade da Flórida, depois disso, em 2016, Cowen conheceu Madelyn Cline, com quem de repente decidiu mudar-se para Los Angeles, Califórnia, para seguir a carreira de atriz. Durante este tempo, tanto Cowen quanto Cline confessaram como foi difícil adaptar-se a esta nova vida, no início. Em entrevistas, Cowen admitiu que por falta de dinheiro, as duas só tinham colchões no apartamento. Ambas confessaram ter passado meses a chorar por acharem que iriam ter que desistir do sonho.
A artista revelou que a sua infância não foi das melhores, e na escola sofreu muito bullying por conta da cor dos cabelos. No entanto, as coisas mudaram um pouco quando ela frequentou o ensino secundário na Oviedo High School. Embora sempre tenha sonhado em atuar, passou mais tempo na prática de desporto na adolescência, como futebol e também em áreas de atletismo. Por morar numa cidade muito distante, Cowen nunca acreditou que conseguiria ter sucesso atuando, por isso durante esses anos interessou-se mais por desporto.

## Carreira
Cowen começou a sua carreira de atriz aos 17 anos, interpretando Brooklyn na série Red Band Society da Fox. Em 2017, ela interpretou Vicki Charmichael na segunda temporada de Stranger Things da Netflix. De 2017 a 2018, ela interpretou Mia Tanner em Wisdom of the Crowd da CBS. Em 2018, ela interpretou Eliza Hunter em The Fosters da Freeform, seguida por Ricochet em The Power Couple do YouTube. Em 2020, ela fez a sua estreia no cinema como Adrienne em I Still Believe.
De 2018 a 2020, Cowen interpretou Dorcas Night na série Chilling Adventures of Sabrina da Netflix. Em 2021, ela interpretou Bloom, na adaptação live-action de Winx Club da Netflix, intitulada Fate: The Winx Saga. Ela descreveu Bloom como uma jovem adolescente,  introvertida, teimosa e determinada, que descobre que tem poderes de fogo e acaba sendo mandada ao Outro Mundo para controlá-los.
Em 2021, Cowen estrelou como Fiona em Witch Hunt. Ao ser questionada se as lições de atuação que aprendeu em Chilling Adventures of Sabrina foram úteis, ela disse "Eu sinto que esta obra é tão diferente. Sim, é bruxaria, porém são personagens muito diferentes. Acho que o elemento mágico é eu usar a minha imaginação em certos cenários, poderia até dizer que já estava acostumada com aquilo. Mas definitivamente era uma personagem completamente diferente, um tipo de projeto completamente diferente para mim, o que é divertido e foi um desafio." Seu último papel foi o de Angel, em Redeeming Love, que foi gravado em 2019 na África do Sul e teve a sua estreia em 21 de janeiro de 2022. Durante setembro e outubro de 2022, Cowen rodou um filme em Roma, Itália, intitulado Electra, dirigido por Hala Matar.

## Vida pessoal
Cowen encontra-se num relacionamento com o seu colega de elenco de Fate: The Winx Saga, Danny Griffin, desde 2021. No mesmo ano, Griffin saiu do seu país mudando-se para Los Angeles, Califórnia, onde a atriz vive atualmente.

## Filmografia

### Cinema
| Ano  | Título          | Personagem    | Notas            |
| ---- | --------------- | ------------- | ---------------- |
| 2020 | I Still Believe | Adrienne Camp | Papel recorrente |
| 2021 | Witch Hunt      | Fiona         | Papel principal  |
| 2022 | Redeeming Love  | Angel         | Papel principal  |

### Televisão
| Ano       | Título                         | Personagem        | Notas                                                                           |
| --------- | ------------------------------ | ----------------- | ------------------------------------------------------------------------------- |
| 2015      | Red Band Society               | Brooklyn          | Episódio: "There's No Place Like Homecoming"                                    |
| 2017      | Stranger Things                | Vicki Charmichael | Episódios: "Chapter One: MADMAX", "Chapter Three: The Pollywog" (2.ª temporada) |
| 2017–2018 | Wisdom of the Crowd            | Mia Tanner        | Papel recorrente                                                                |
| 2018      | The Fosters                    | Eliza Hunter      | 4 episódios (5ª temporada)                                                      |
| 2018–2020 | Chilling Adventures of Sabrina | Dorcas Night      | Papel recorrente                                                                |
| 2019      | The Power Couple               | Ricochet          | Minissérie                                                                      |
| 2021–2022 | Fate: The Winx Saga            | Bloom Peters      | Papel principal                                                                 |